# 볼로그다현

볼로그다현의 문장

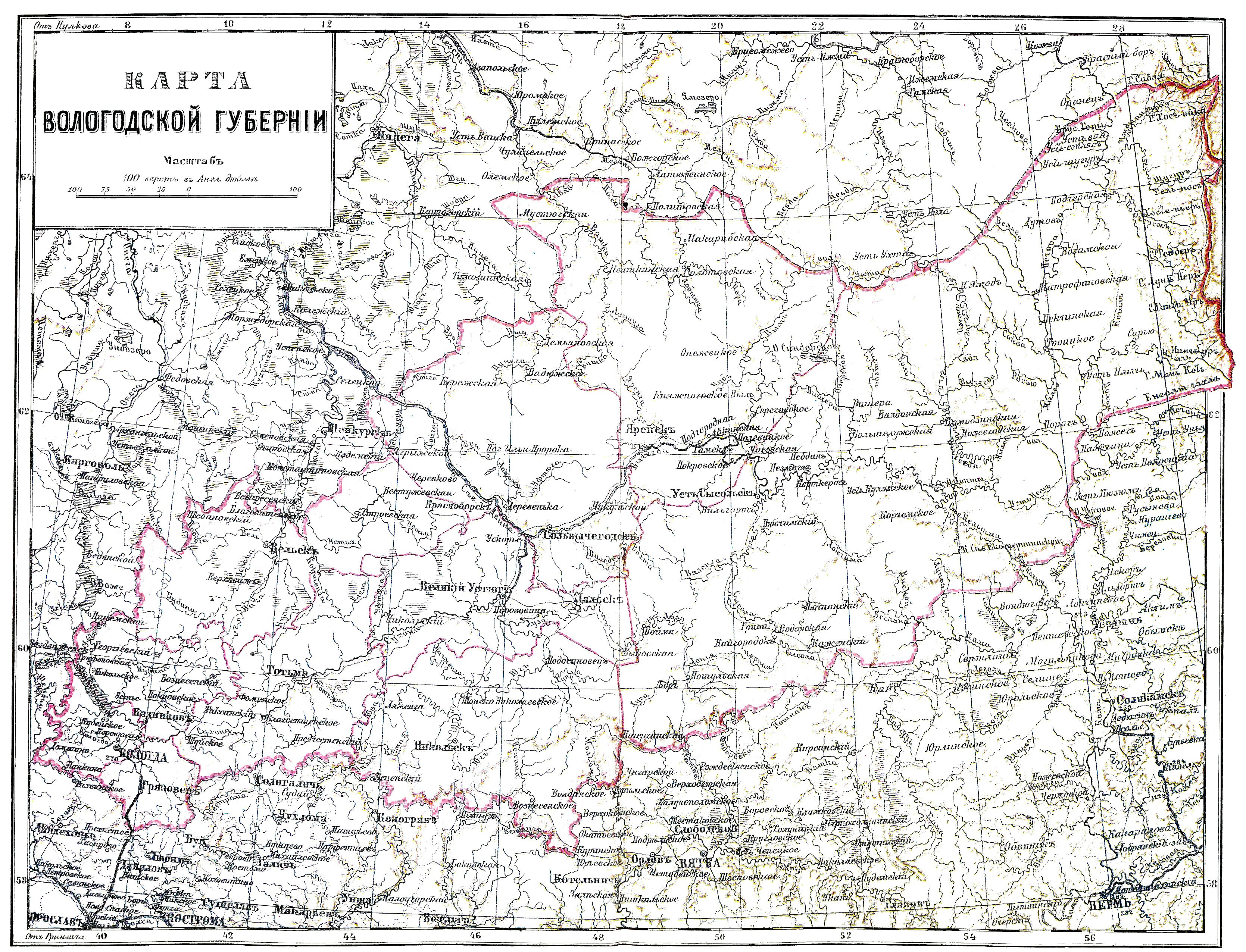
볼로그다현의 지도

볼로그다현(러시아어: Вологодская губерния)은 1796년부터 1929년까지 존재했던 러시아 제국의 현으로 현도는 볼로그다이며 면적은 402,112km2, 인구는 1,493,200명(1897년 당시 기준)이다. 현재의 러시아 볼로그다주 동부와 아르한겔스크주 남동주, 키로프주 북서부, 코미 공화국 남부에 걸쳐 있었다.